# شهرداری اودرانچی
شهرداری اودرانچی (به لاتین: Municipality of Odranci) یک منطقهٔ مسکونی در اسلوونی است که در اسلوونی واقع شده‌است. شهرداری اودرانچی ۶٫۹ کیلومتر مربع مساحت و ۱٬۶۳۳ نفر جمعیت دارد.